# Monaam Elabed
Monaam Elabed (arabe : منعم العابد), né en 1963, est un athlète handisport tunisien.
Premier Tunisien à participer aux Jeux paralympiques en 1988 et seul représentant de son pays lors de cette compétition, il remporte deux médailles de bronze sur 400 m et 3 000 m cross-country.

## Biographie
Né en 1963, il est atteint d'une infirmité motrice cérébrale causée par des complications lors de sa naissance. Installé en France à l'âge de trois ans, il intègre un internat spécialisé et rejoint un club handisport dans la banlieue de Melun, où il pratique l'athlétisme et se consacre au cross-country.
Champion de France en 1982, 1983, 1984 et 1986, il établit des records nationaux sur 800 et 1 500 m. En 1985, il réalise la meilleure performance mondiale de l’année et la deuxième meilleure de tous les temps, rejoignant dans la foulée l'Athletic Club de Boulogne-Billancourt, ce qui lui permet d'obtenir une licence sportive.
Désireux de représenter pour la première fois la Tunisie dans une compétition de handisport et d'y « éveiller les consciences », il obtient cette opportunité en 1987 après multiples tentatives et contribue à la création de la Fédération nationale des sports pour handicapés. Son inscription aux Jeux paralympiques d'été de 1988 n'a toutefois lieu qu'après l'intervention du président Zine el-Abidine Ben Ali. Malgré sa préparation pour les épreuves du 800 et du 1 500 m, il est contraint de participer aux épreuves du 200 et du 400 mètres, mais remporte tout de même deux médailles de bronze sur 400 m et 3 000 m cross-country.
À la suite de sa participation, il accompagne les délégations tunisiennes lors des Jeux paralympiques en 2008, 2012 et 2020, et s'investit dans la découverte de talents tunisiens en France. En 2019, il reçoit le prix du mérite sportif remis par le président par intérim Mohamed Ennaceur, puis un trophée honorifique remis par le Comité national paralympique tunisien en 2023.
Il est marié et père de deux enfants.